# Compañía de Comandos 601
La Compañía de Comandos 601 es una unidad de infantería del Ejército Argentino con base en la Guarnición de Ejército «Campo de Mayo» y perteneciente a la Agrupación de Fuerzas de Operaciones Especiales de la Fuerza de Despliegue Rápido. Creada en 1982 por la guerra de las Malvinas, tomó parte en numerosos combates delante de las líneas enemigas. El Comando en Jefe del Ejército le otorgó la Medalla de Campaña.

## Antecedentes
En 1978 y por motivo de la Copa Mundial de Fútbol de 1978 celebrada en el país, el Ejército Argentino creó el Equipo Especial de Lucha contra la Subversión «Halcón 8» (EELCS). Fue la primera unidad compuesta íntegramente por militares con la Aptitud Especial de Comando. Su primer jefe fue el mayor Mohamed Alí Seineldín. La mayoría de los integrantes habían participado de la lucha contra la guerrilla.

## Historia

### Creación y guerra de las Malvinas
El 2 de abril de 1982, la República Argentina recuperó las islas Malvinas en la Operación Rosario. Como respuesta, el Gobierno del Reino Unido lanzó la Operación Corporate, a cargo de la Fuerza de Tareas 317, cuyo fin era devolver el archipiélago al gobierno británico. La Junta Militar reaccionó ordenando el refuerzo de las defensas de las Malvinas. El Ejército Argentino desplegó a la X Brigada de Infantería Mecanizada y la III Brigada de Infantería, comandadas por los generales de brigada Oscar Jofre y Omar Parada, respectivamente. La totalidad de las fuerzas dependían del comandante conjunto Malvinas, general de brigada Mario Benjamín Menéndez, que a la vez era gobernador militar de las Islas Malvinas, Georgias del Sur y Sandwich del Sur.
El Ejército Argentino desplegó en las Malvinas a la X Brigada de Infantería Mecanizada y la III Brigada de Infantería, comandadas por los generales de brigada Oscar Jofre y Omar Parada, respectivamente. La totalidad de las fuerzas dependían del comandante conjunto Malvinas, general de brigada Mario Benjamín Menéndez, que a la vez era gobernador militar de las Islas Malvinas, Georgias del Sur y Sandwich del Sur.
Por el mes de abril, se creó la Compañía de Comandos 601, sobre la base del Equipo de Combate «Halcón 8», con 22 efectivos al mando del mayor Mario Castagneto.
La Compañía se constituyó por tres secciones, cada una subdividida en un escalón de apoyo y otro de asalto. El jefe de la Compañía organizó su Estado Mayor distribuyendo las tareas: operaciones, inteligencia, personal, logística y comunicaciones. La plana mayor se constituyó así: jefe: mayor Mario Castagneto; segundo jefe y oficial de Operaciones: capitán Rubén Teófilo Figueroa; oficial de Inteligencia: capitán Jorge Jándula; oficial de Logística: capitán José Ramón Negretti; oficial de Personal: capitán Ricardo Frecha; oficial de Sanidad: capitán médico Pablo Llanos; oficial de Comunicaciones: teniente Marcelo Alejandro Anadón. Las secciones de asalto de la Compañía se compusieron así: jefe de la 1.ª Sección de Asalto: teniente primero José Martiniano Duarte; jefe de la 2.ª Sección de Asalto: teniente primero Sergio Fernández; jefe de la 3.ª Sección de Asalto: teniente primero Daniel González Deibe. Los suboficiales estaban distribuidos en las secciones, en un pelotón comando y una sección servicios, que eventualmente también combatía.
El 25 de abril el general Menéndez aprobó el despliegue de la unidad 601 a las islas. Entre el 26 y 27 de abril el grueso de la unidad se trasladó a las islas. La unidad se alojó en un gimnasio en Puerto Argentino.
El 30 de abril la Compañía desplegó sus secciones por la isla. La 1.ª Sección desactivó el faro de punta Celebroña. Después rastrilló Estancia House capturando munición y uniformes militares británicos.
El 4 de mayo la unidad custodió el traslado del puesto de mando del general Menéndez de Stanley House a la Secretaría de la Gobernación. Se produjo un fuerte tiroteo contra una presunta formación enemiga. Sin embargo, la maniobra finalizó sin inconvenientes.
El 11 de mayo la Compañía se puso a órdenes del comandante de la III Brigada, general Parada.

#### San Carlos

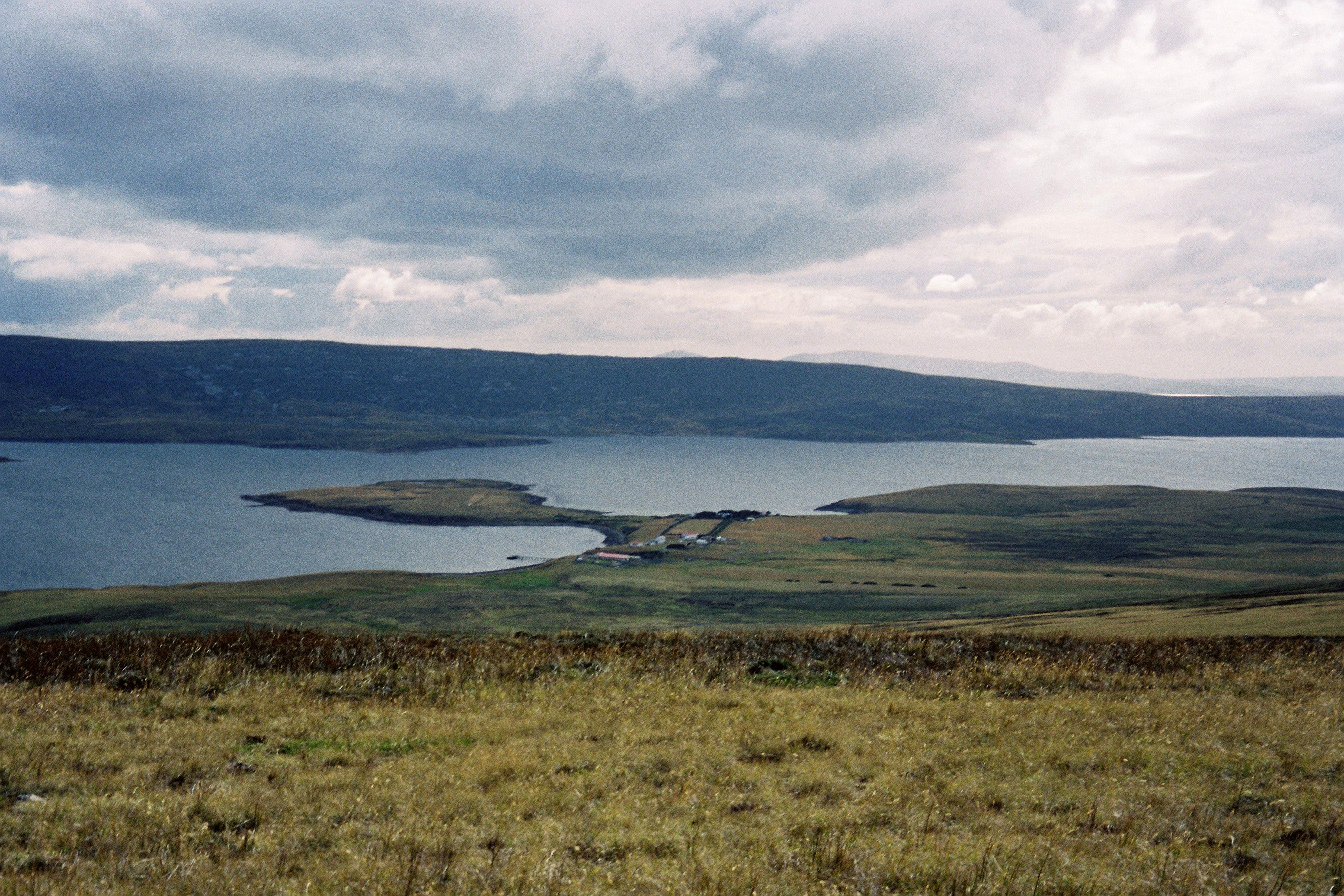
San Carlos

Entre el 13 y 15 de mayo, la Compañía 601 rastrilló San Carlos, Puerto San Carlos y Bahía Ajax buscando militares británicos que habían rondado en la zona. Además, instalaron un puesto de observación en Fanning Head. Los comandos regresaron a Puerto Argentino tras ser relevados por el Equipo de Combate «Güemes».

#### Isla Borbón
El 15 de mayo, las 1.ª y 2.ª Secciones se desplazaron a la isla Borbón tras el ataque reciente en la zona. Se prepararon para atacar a los británicos que habían atacado la base, que se creía no habían abandonado la isla. El 16 de mayo al mediodía un helicóptero CH-47 llevó a las Secciones de vuelta a Puerto Argentino.

#### Puerto Howard

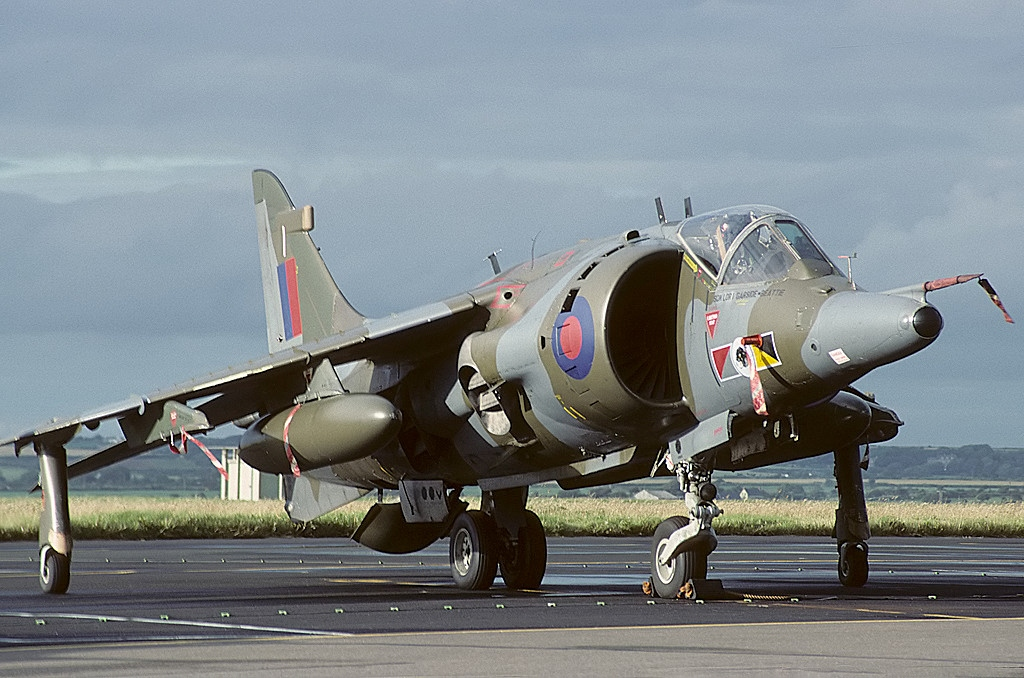
Un avión Harrier GR.3 de la RAF similar al derribado por la Compañía 601.

La 1.ª y 2.ª Secciones marcharon a Puerto Howard el 20 de mayo por la notificación del Regimiento de Infantería 5 sobre una presencia enemiga en la zona. El teniente primero Sergio Fernández derribó, con un misil Blowpipe, a un avión Harrier GR.3 de la Real Fuerza Aérea. Los comandos rescataron al piloto, teniente Jeffrey William Glover.
El 23 de mayo un grupo de cuatro helicópteros del Batallón de Aviación de Combate 601 partió de Puerto Argentino para recuperar a los efectivos de la Compañía varados en Puerto Howard. Aviones británicos interceptaron y derribaron a tres. La aeronave sobreviviente rescató a los pilotos y arribó a Puerto Howard evadiendo a los aviones. El 26 de mayo el helicóptero regresó a Puerto Argentino con los comandos de la Compañía 601 a bordo.

#### Puesto de observación
El 29 de mayo el mayor Castagneto recuperó a la patrulla del teniente primero García Pinasco en Big Mountain.

#### Combates en los montes
El general Parada despachó a la 3.ª Sección a una operación conjunta con la Agrupación de Comandos Anfibios y el Grupo de Operaciones Especiales con la misión de constatar la existencia de un radar británico en el cerro Alberdi y destruirlo. Una fracción marchó del monte Simmons al Big Mountain mientras otra quedó en el Simmons cuidando de un oficial herido en una caída. Los comandos dotados de recursos exiguos se negaron al requerimiento de Parada de ejecutar un ataque. Regresaron a Puerto Argentino pasando por Top Malo House y Fitz Roy.

#### Escaramuza de Many Branch Point
El 10 de junio una patrulla bajo el mando del teniente primero José Duarte venció a una patrulla del Servicio Aéreo Especial en Many Branch Point, isla Gran Malvina. Un capitán británico cayó muerto y un cabo primero quedó prisionero.

#### Ataque a la «Halconera»
El 11 de junio un helicóptero británico atacó con tres misiles al edificio que alojaba a los comandos. Solo un misil impactó en el edificio. El ataque motivó el cambio de asiento.

#### Acciones finales
La madrugada del 14 de junio las Compañías 601 y 602 custodiaron a una batería antiaérea en la península Camber que había sido objeto de un intento de ataque británico. Concluida la escolta, ambas unidades se establecieron en Moody Brook para obstaculizar el avance británico desde el monte Longdon. Viendo la derrota inminente los efectivos instaban por un contraataque que salvara al honor militar argentino. Esta arremetida se vio detenida por un bombardeo enemigo muy intenso que mantuvo a los comandos parapetados dos horas. Viendo la situación irremediable, los comandos regresaron a Puerto Argentino.

#### Fin del conflicto y regreso

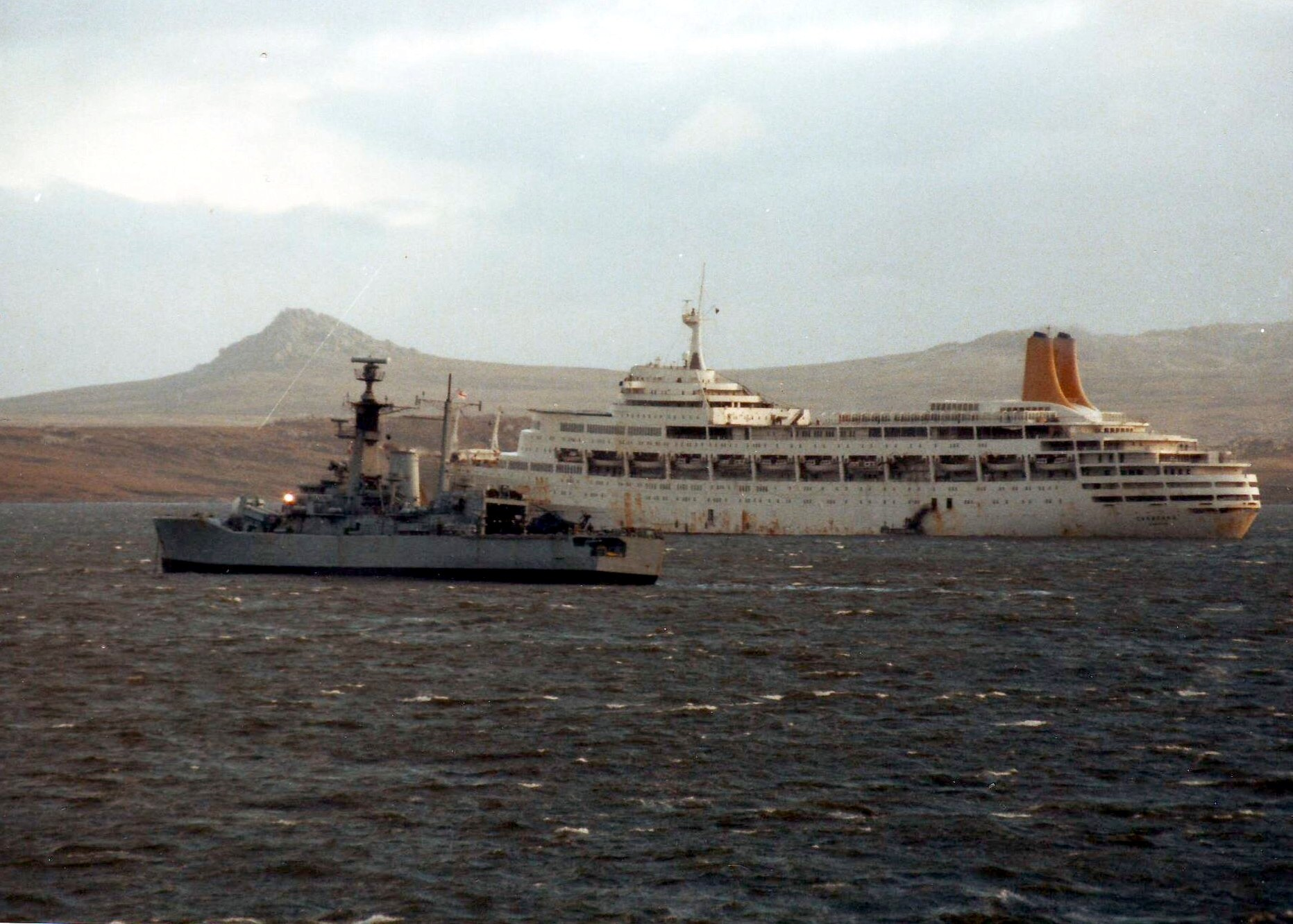
Buque Canberra en las islas Malvinas.

La tarde del 14 de junio de 1982, el comandante conjunto Malvinas Mario Benjamín Menéndez convino la rendición con el comandante de las fuerzas terrestres británicas Jeremy Moore. Mientras tanto, los comandos cruzaban de la península Camber a Puerto Argentino. Estos esperaban continuar la batalla hasta las últimas consecuencias. Arribando a la capital se percataban de la rendición. Procedieron entonces destruyendo su armamento, equipos y documentos antes de caer prisionera. Las Fuerzas Armadas británicas se hicieron con el armamento y equipo militar, con excepción de las pistolas que los oficiales podían conservar. «Para evitar motines en el campo de prisioneros o para suicidarse». No obstante lo cual, los comandos ocultaron pistolas y fusiles desarmados.
El Reino Unido concentró a los militares argentinos prisioneros en el aeropuerto local antes de iniciar el repatriado.
Al finalizar la guerra, la Compañía 601 recibió la Medalla de Campaña por su desempeño en el conflicto. El dictador Reynaldo Bignone confirió a esta medalla el carácter de condecoración nacional.

### Combate de La Tablada
La Compañía de Comandos 601 participó de la recuperación del cuartel de La Tablada en 1989. El teniente Ricardo Alberto Rolón y el sargento Ramín Wladimiro Orué murieron en el combate.
El 24 de mayo de 2006, varios miembros de la Compañía de Comandos 601 participaron en una ceremonia en honor a los militares muertos en la lucha contra la subversión; a consecuencia se vieron obligados pasar al retiro.

### Décadas de 1990 y 2000
Entre 1995 y 2012, la compañía asumió la conducción las operaciones de fuerzas especiales del EA. Después, cedió esta responsabilidad a la Escuela de Tropas Aerotransportadas y Tropas de Operaciones Especiales.

## Implementos
| Nombre            | Imagen | Tipo                           | Notas           |
| ----------------- | ------ | ------------------------------ | --------------- |
| MeProLight21      | n/d    | Mira réflex                    | Mira del FamCA  |
| EOTECH EXPS2      | n/d    | Mira réflex                    | n/d             |
| AN/PVS-7          |        | Instrumento de visión nocturna | n/d             |
| Casco PASGT       |        | Casco de combate               | n/d             |
| Casco MICH        |        | Casco de combate               | Versión TC 2000 |
| Chaleco antibalas |        | Chaleco antibalas              | RB4 Kevlar      |
| Máscara antigás   |        | Máscara antigás                | n/d             |

## Armas
| Nombre | Imagen | Tipo                   | Notas |
| ------ | ------ | ---------------------- | ----- |
| M203   |        | Lanzagranadas acoplado | 40mm  |

| Nombre          | Imagen                     | Tipo                   | Notas                |
| --------------- | -------------------------- | ---------------------- | -------------------- |
| Cuchillo Yarará | n/d                        | Arma blanca            | Fabricación Nacional |
| Glock 17        |                            | Pistola                |                      |
| Glock 19        |                            | Pistola                |                      |
| M249            |                            | Ametralladora ligera   |                      |
| FamCA           | Archivo:FANCA CARABINA.jpg | Carabina               |                      |
| Steyr Aug       |                            | Fusil de asalto        |                      |
| M4A1            |                            | Carabina               |                      |
| M16A2           |                            | Fusil de asalto        |                      |
| DD5V4           | n/d                        | Fusil de francotirador |                      |
| Remington 700   |                            | Fusil de francotirador | n/d                  |
| Steyr HS .50    |                            | Fusil de francotirador | n/d                  |

## Aviones
| Nombre                               | Imagen | Tipo                               | Notas                      |
| ------------------------------------ | ------ | ---------------------------------- | -------------------------- |
| de Havilland Canada DHC-6 Twin Otter |        | Avión de Transporte                | Utilizados como transporte |
| CASA C-212 Aviocar                   |        | Avión de Transporte y Paracaidismo | Transporte y paracaidismo  |